# U-518
| U-518                                                  | U-518 | U-518 |
| ------------------------------------------------------ | --- | --- |
|                                                        | | |
|                                                        | | |
| Зображення підводного човна U-505, однотипного з U-518 | | |
| Під прапором                                           | Третій Рейх | Третій Рейх |
| Спуск на воду                                          | 11 лютого 1942 року | 11 лютого 1942 року |
| Виведений зі складу флоту                              | 25 квітня 1942 року | 25 квітня 1942 року |
| Сучасний статус                                        | 22 квітня 1945 року затоплений американськими ескортними міноносцями «Нил Скотт» і «Картер»                                                                             | 22 квітня 1945 року затоплений американськими ескортними міноносцями «Нил Скотт» і «Картер»                                                                             |
| Проєкт                                                 | | |
| Тип ПЧ                                                 | Торпедний ДПЧ | Торпедний ДПЧ |
| Розробник проєкту                                      | Deutsche Werft, Гамбург | Deutsche Werft, Гамбург |
| Основні характеристики                                 | | |
| Швидкість (надводна)                                   | 17,9 вузла | 17,9 вузла |
| Швидкість (підводна)                                   | 7 вузлів | 7 вузлів |
| Робоча глибина занурення                               | 100 м | 100 м |
| Гранична глибина занурення                             | 230 м | 230 м |
| Автономність плавання                                  | 63 милі (117 км) на швидкості 4 вузли (7,4 км/год) (у підводному положенні) 13 450 морських миль (24 910 км на швидкості 10 вузлів (19 км/год) (у надводному положенні) | 63 милі (117 км) на швидкості 4 вузли (7,4 км/год) (у підводному положенні) 13 450 морських миль (24 910 км на швидкості 10 вузлів (19 км/год) (у надводному положенні) |
| Екіпаж                                                 | 48 осіб | 48 осіб |
| Розміри                                                | | |
| Довжина найбільша (по КВЛ)                             | 76,76 м | 76,76 м |
| Ширина корпусу найб.                                   | 6,76 м | 6,76 м |
| Висота                                                 | 9,6 м | 9,6 м |
| Середня осадка (по КВЛ)                                | 4,70 | 4,70 |
| Водотоннажність надводна                               | 1120 т | 1120 т |
| Озброєння                                              | | |
| Артилерія                                              | 1 × 88-мм палубна гармата SK C/32 | 1 × 88-мм палубна гармата SK C/32 |
| Торпедно- мінне озброєння                              | 4 носових і два кормових ТА. 22 торпеди або 44 міни TMA чи 66 TMB | 4 носових і два кормових ТА. 22 торпеди або 44 міни TMA чи 66 TMB |
| ППО                                                    | 1 × 37-мм зенітна гармата SKC/30 2 × 20-мм зенітні гармати FlaK 30 | 1 × 37-мм зенітна гармата SKC/30 2 × 20-мм зенітні гармати FlaK 30 |

U-518 — німецький підводний човен океанського класу типу IXC, що входив до складу Крігсмаріне за часів Другої світової війни. Закладений 12 червня 1941 року на верфі Deutsche Werft у Гамбурзі. Спущений на воду 11 лютого 1942 року, 25 квітня 1942 року корабель увійшов до складу 4-ї навчальної флотилії ПЧ ВМС нацистської Німеччини.

## Історія служби
U-518 належав до німецьких підводних човнів типу IXC/40, великих океанських човнів, призначених діяти на далеких відстанях. Службу розпочав у складі 4-ї навчальної та з 1 жовтня 1942 року — після завершення підготовки — спочатку в 2-ій, а з 1 листопада 1944 року — в 33-ій бойових флотиліях ПЧ Крігсмаріне. З вересня 1942 і до останнього походу у квітні 1945 року U-518 здійснив 7 бойових походів в Атлантичний океан, під час яких потопив 9 суден, сумарною водотоннажністю 55 747 брутто-реєстрових тонн, а також пошкодив три судна (22 616 GRT).
22 квітня 1945 року під час останнього десятого бойового походу U-518 був виявлений союзниками та затоплений американськими ескортними міноносцями «Нил Скотт» і «Картер». Усі 56 членів екіпажу загинули.

## Командири
- Фрегаттен-капітан Ганс-Гюнтер Брахманн (25 квітня — 18 серпня 1942)
- Капітан-лейтенант Фрідріх-Вільгельм Віссманн (19 серпня 1942 — 13 січня 1944)
- Оберлейтенант-цур-зее Ганс-Вернер Офферманн (13 січня 1944 — 22 квітня 1945)

## Перелік затоплених U-518 суден у бойових походах
| №                                                              | Дата              | Назва            | Тип                | Належність              | Водотоннажність (брт) | Вантаж | Конвой        | Результат та координати                                                 | Наслідки атаки для екіпажу     | Прим.                |
| -------------------------------------------------------------- | ----------------- | ---------------- | ------------------ | ----------------------- | --------------------- | --- | ------------- | ----------------------------------------------------------------------- | ------------------------------ | -------------------- |
| Перший похід (26.09—15.12.1942, 81 доба; Кіль—Лор'ян)          |                   |                  |                    |                         |                       | |               |                                                                         |                                |                      |
| 1                                                              | 2 листопада 1942  | Rose Castle      | вантажне судно     | Канада                  | 7 803                 | 10 200 тонн залізної руди |               | потоплено 47°36′ пн. ш. 52°58′ зх. д. / 47.600° пн. ш. 52.967° зх. д.   | 43 (23 загинули та 20 вціліли) |                      |
| 2                                                              | 2 листопада 1942  | P.L.M. 27        | вантажне судно     | Велика Британія         | 5 633                 | залізна руда |               | потоплено 47°36′ пн. ш. 52°58′ зх. д. / 47.600° пн. ш. 52.967° зх. д.   | 49 (7 загинули та 42 вціліли)  |                      |
| 3                                                              | 21 листопада 1942 | British Promise  | танкер             | Велика Британія         | 8 443                 | баласт | Конвой ON 145 | пошкоджений 43°53′ пн. ш. 55°02′ зх. д. / 43.883° пн. ш. 55.033° зх. д. | 61 (усі вціліли)               |                      |
| 4                                                              | 21 листопада 1942 | British Renown   | танкер             | Велика Британія         | 8 443                 | баласт | Конвой ON 145 | пошкоджений 43°53′ пн. ш. 55°02′ зх. д. / 43.883° пн. ш. 55.033° зх. д. | 50 (усі вціліли)               |                      |
| 5                                                              | 21 листопада 1942 | Empire Sailor    | суховантажне судно | Велика Британія         | 6 140                 | 2700 тонн генеральних вантажів, у тому числі 270 тонн фосгенових бомб, 60 тонн гірчичного газу та 100 тонн ціанідів й 300 тонн пошти | Конвой ON 145 | потоплено 43°53′ пн. ш. 55°02′ зх. д. / 43.883° пн. ш. 55.033° зх. д.   | 63 (23 загинули та 40 вціліли) |                      |
| 6                                                              | 23 листопада 1942 | Caddo            | танкер             | Сполучені Штати Америки | 10 172                | 105 000 барелів мазуту та 300 бочок з бензином                                                                                       |               | потоплений 42°25′ пн. ш. 48°27′ зх. д. / 42.417° пн. ш. 48.450° зх. д.  | 59 (51 загиблий та 8 вижили)   |                      |
| Другий похід (11.01—27.04.1943, 107 діб; Лор'ян—Лор'ян)        |                   |                  |                    |                         |                       | |               |                                                                         |                                |                      |
| 7                                                              | 18 лютого 1943    | Brasiloide       | суховантажне судно | Бразилія                | 6 075                 | Генеральні вантажі, зокрема бавовна, сіль, текстиль, моторні човни та вантажні автомобілі                                            |               | потоплено 12°47′ пд. ш. 37°33′ зх. д. / 12.783° пд. ш. 37.550° зх. д.   | 50 (усі вижили)                |                      |
| 8                                                              | 1 березня 1943    | Fitz-John Porter | суховантажне судно | Сполучені Штати Америки | 7 176                 | баласт | Конвой BT 6   | потоплено 12°24′ пд. ш. 36°56′ зх. д. / 12.400° пд. ш. 36.933° зх. д.   | 55 (1 загиблий та 54 вижили)   |                      |
| 9                                                              | 20 березня 1943   | Mariso           | суховантажне судно | Нідерланди              | 7 659                 | 11079 тонн генеральних вантажів, у т.ч. 4 літаки, 14 танків, запасна гума, боєприпаси, вибухівка та пошта                            |               | потоплено 12°24′ пд. ш. 36°56′ зх. д. / 12.400° пд. ш. 36.933° зх. д.   | 109 (2 загинули та 107 вижили) |                      |
| 10                                                             | 25 березня 1943   | Industria        | суховантажне судно | Швеція                  | 1 688                 | генеральні вантажі |               | потоплено 11°40′ пд. ш. 35°55′ зх. д. / 11.667° пд. ш. 35.917° зх. д.   | 26 (1 вбитий та 25 вцілили)    |                      |
| П'ятий похід (23.01—7.05.1944, 106 діб; Лор'ян—Лор'ян)         |                   |                  |                    |                         |                       | |               |                                                                         |                                |                      |
| 11                                                             | 7 березня 1944    | Valera           | танкер             | Панама                  | 3 401                 | 35 000 барелів важкого флотського мазуту                                                                                             |               | потоплений 11°30′ пн. ш. 76°27′ зх. д. / 11.500° пн. ш. 76.450° зх. д.  | 35 (1 вбитий та 34 вцілили)    |                      |
| Шостий похід (15.07—24.10.1944, 102 доби; Лор'ян—Крістіансанн) |                   |                  |                    |                         |                       | |               |                                                                         |                                |                      |
| 12                                                             | 12 вересня 1944   | George Ade       | суховантажне судно | Сполучені Штати Америки | 7 176                 | 8250 тонн бавовни, сталі та виробів машинобудівництва                                                                                |               | пошкоджено 33°30′ пн. ш. 75°40′ зх. д. / 33.500° пн. ш. 75.667° зх. д.  | 68 (усі вижили)                | Судно типу «Ліберті» |